# 紫须伞鸟属
紫须伞鸟属（学名：Iodopleura）是伞鸟科的一属。

## 下属物种
本属包括以下物种：
- 紫须伞鸟 Iodopleura fusca (Vieillot, 1817)
- 白眉紫须伞鸟 Iodopleura isabellae Parzudaki, 1847
- 黄喉紫须伞鸟 Iodopleura pipra (Lesson, 1831)，濒危